# HIMARS
O M142 HIMARS é um sistema lançador múltiplo de foguetes leve desenvolvido no início da década de 1990 para o Exército dos Estados Unidos e montado em um caminhão militar padrão.
O sistema HIMARS tem a capacidade de transportar até seis foguetes GMRLS ou um míssil MGM-140 ATACMS. O sistema também é intercambiável com o MLRS M270A1, levando metade da carga de foguetes.
O lançador do sistema é capaz de ser transportado pelas aeronaves Airbus A400M e Lockheed C-130. O chassi do lançador é produzido pela BAE Systems, enquanto o sistema de lançamento dos foguetes é produzido pela Lockheed Martin.

## Desenvolvimento
A ideia de um sistema como o HIMARS surgiu pela primeira vez em 1982, quando a 9ª Divisão de Infantaria Motorizada dos Estados Unidos viu a necessidade de adquirir um lançador múltiplo de foguetes leve como recurso de contra-ataque, mas a exigência não conseguiu obter apoio financeiro e definhou por vários anos. O viés institucional da época era voltado para os equipamentos pesados. No entanto, com o fim da Guerra Fria e o crescente interesse em operações de baixa intensidade, as Forças Armadas estadunidenses perceberam que o M270 MLRS era muito pesado para uma implantação rápida e pressionaram pelo financiamento do HIMARS. A Guerra do Golfo deu mais um incentivo para colocar em campo um MLRS leve, quando o M270 provou ser muito caro em meios de transporte aéreo para ser implantado no teatro e os lançadores demoravam a chegar. O primeiro protótipo do HIMARS foi testado em abril de 1991 no Campo de Teste de Mísseis de White Sands.
O HIMARS foi então desenvolvido como um empreendimento privado pela Loral Vought Systems  O sistema apareceu publicamente pela primeira vez em 1993. Em 1996, o Comando de Mísseis do Exército dos EUA concedeu à Lockheed Martin um contrato de US$ 23,2 milhões para construir quatro protótipos. Os veículos foram entregues ao Exército em abril de 1998 para uma avaliação de dois anos. Em julho de 1998, o Exército realizou um teste de disparo do ATACMS. Em dezembro de 1999, o Comando de Aviação e Mísseis concedeu à Lockheed Martin um contrato de US$ 65 milhões para desenvolvimento e fabricação do sistema. Sob este contrato, a Lockheed Martin entregou seis HIMARS no final de 2001 para avaliação do Exército. Em abril de 2003, o Exército concedeu à Lockheed Martin um contrato de US$ 96 milhões para iniciar a produção inicial. Nessa época, o Corpo de Fuzileiros Navais fez um pedido de duas unidades para fins de avaliação.
A partir de 2019, o sistema de mísseis e o chassi começaram a ser produzidos pela Lockheed Martin em Camden, Arkansas.

## Design
O HIMARS é semelhante em design ao M270 MLRS, com a principal exceção de que é um veículo com rodas, em oposição a um veículo de esteira. O HIMARS carrega um pod de artilharia, que é idêntico aos dois pods usados pelo M270. As janelas são feitas de folhas de safira laminadas com vidro e policarbonato.
O HIMARS também foi testado como um sistema de lançamento de foguetes unificado de artilharia e com uma variante do míssil AMRAAM.
Em outubro de 2017, um HIMARS do Corpo de Fuzileiros Navais disparou um foguete enquanto estava no mar contra um alvo terrestre pela primeira vez do convés do navio de transporte anfíbio USS Anchorage, demonstrando a capacidade do sistema de operar em navios para disparar com precisão contra defesas costeiras. O software de mira do veículo foi reformulado para que possa disparar melhor enquanto estiver em uma plataforma de lançamento em movimento.
No início de 2022, a Lockheed Martin estava produzindo HIMARS a uma taxa de 48 lançadores anualmente, mas após o início da invasão da Ucrânia pela Rússia em 2022, essa taxa aumentou para 60. Em outubro de 2022, a empresa anunciou que aumentaria a produção para 96 sistemas anualmente em resposta ao aumento da demanda causada pela guerra; as limitações na construção de nova capacidade industrial significam que levará vários meses até que a produção possa aumentar de cinco para oito veículos por mês.

Outras imagens do sistema HIMARS
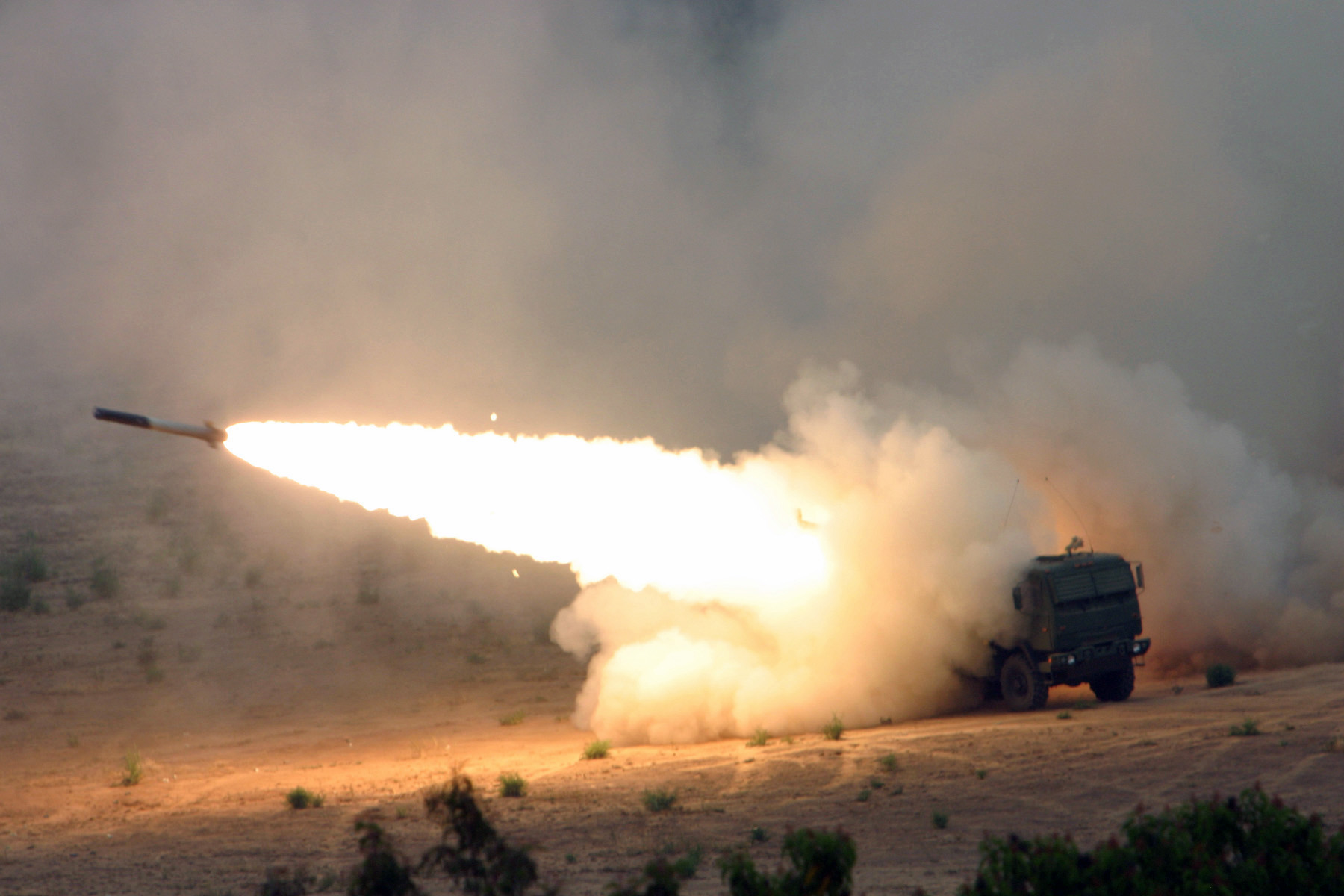
Foguete sendo disparado de uma unidade HIMARS.
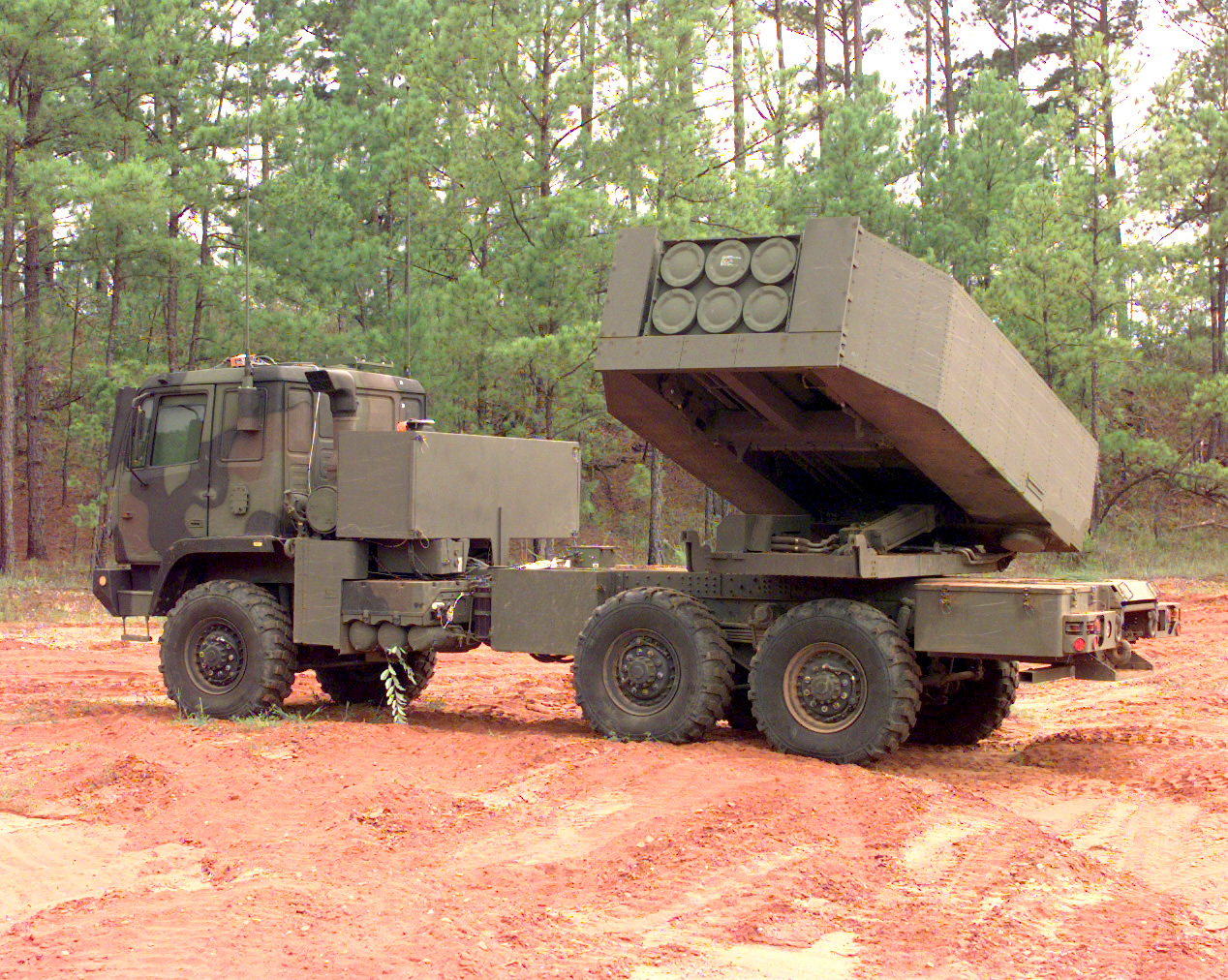
O M142 pronto para ser utilizado.
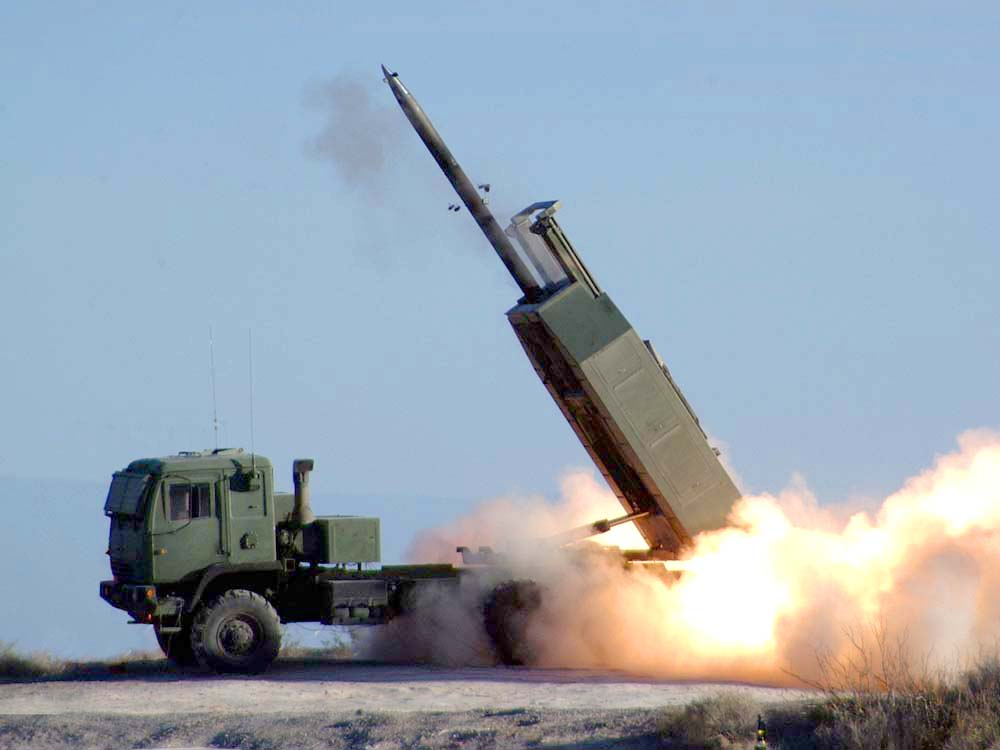
HIMARS janeiro de 2005.

## Histórico operacional

### Afeganistão e Oriente Médio
Em 14 de fevereiro de 2010, a Força Internacional de Assistência à Segurança (ISAF) para o Afeganistão anunciou em um comunicado de imprensa que dois foguetes disparados de uma unidade M142 teriam caído há 300 metros abaixo do alvo pretendido, matando 12 civis durante a Operação Moshtarak. A ISAF suspendeu o uso do M142 até que uma revisão completa do incidente fosse concluída. Um oficial britânico disse mais tarde que os foguetes estavam no alvo, que o alvo estava em uso pelo Talibã e que o uso do sistema havia sido restabelecido. Os relatórios indicavam que as mortes de civis se deviam ao uso de escudos humanos pelo Talibã; a presença de civis naquele local não era do conhecimento das forças da ISAF. Um relatório no New York Times em 21 de outubro de 2010 creditou o M142 com o auxílio da ofensiva da OTAN em Candaar, visando esconderijos dos comandantes do Talibã, forçando muitos a fugir para o Paquistão, pelo menos temporariamente.

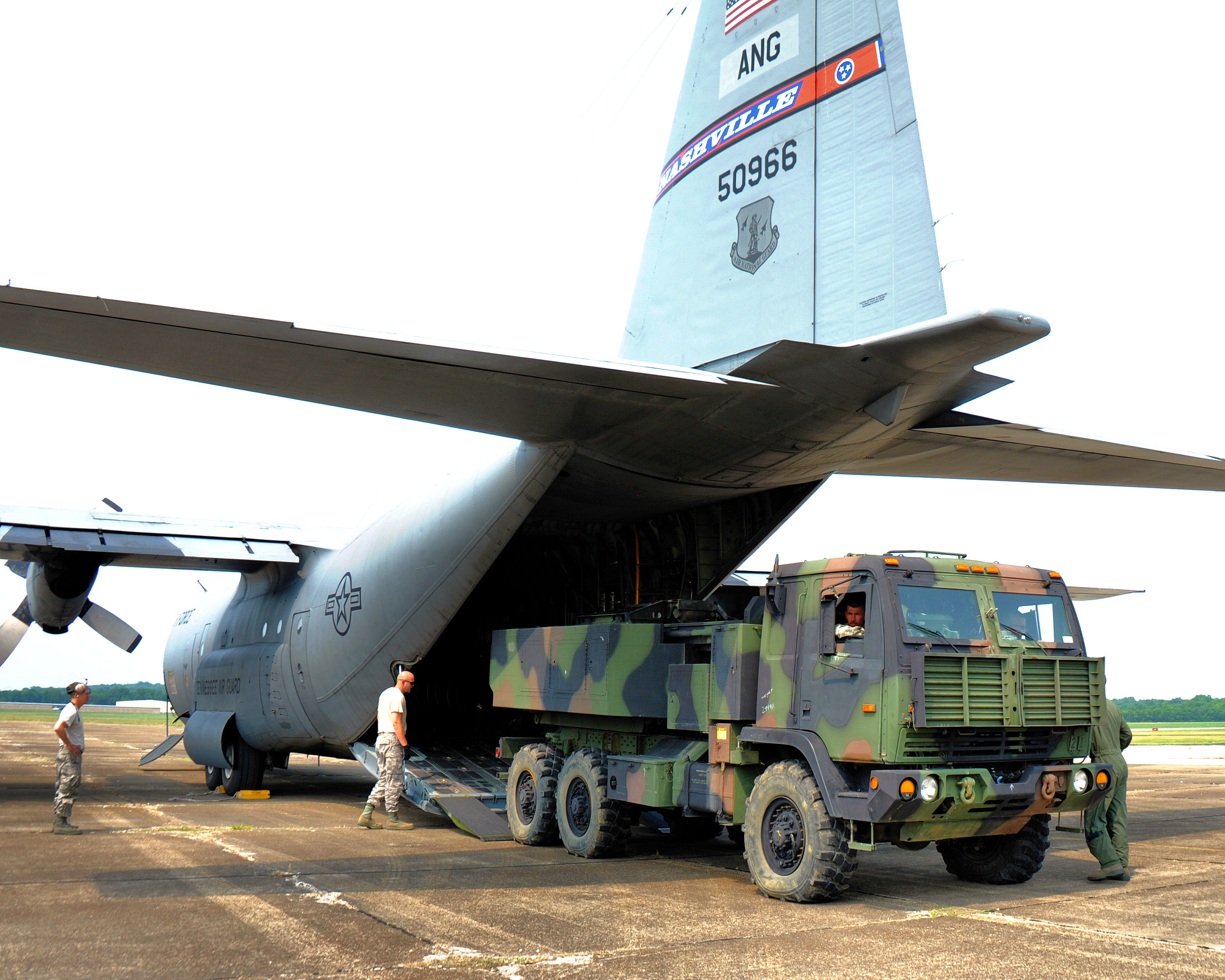
Um lançador HIMARS sendo carregado em uma aeronave C-130 Hercules em 2011

Em novembro de 2015, o Exército dos EUA revelou que havia implantado o M142 no Iraque, disparando pelo menos 400 foguetes contra alvos do Estado Islâmico (ISIL) desde o início daquele verão. Destacamentos de M142 foram enviados para a Base Aérea de Al Asad e para a Base Aérea de Al-Taqaddum em Al Anbar. Em 4 de março de 2016, um M142 do Exército dos EUA disparou foguetes contra a Síria pela primeira vez em apoio aos rebeldes sírios que lutavam contra o Estado Islâmico, a partir de lançadores baseados na vizinha Jordânia.
Em janeiro de 2016, a Lockheed anunciou que o M142 havia atingido 1 milhão de horas operacionais com as forças dos EUA, atingindo uma taxa de prontidão operacional de 99%.
Em 26 de abril de 2016, foi anunciado que os EUA estariam implantando o M142 na Turquia, perto da fronteira com a Síria, como parte da batalha com o Estado Islâmico. No início de setembro, a mídia internacional e o Departamento de Estado dos EUA relataram que um M142 recém-implantado havia engajado alvos do ISIL na Síria, perto da fronteira turca.
Em outubro de 2016, M142s estavam estacionados no Aeródromo Oeste de Qayyarah, cerca de 100km ao sul de Mossul, participando da Batalha de Mossul.
Em 14 de junho de 2017, um M142 foi implantado em Al-Tanf, na Síria, para apoiar rebeldes apoiados pelos EUA na área.
Em 24 de maio de 2018, um ataque M142 matou 50 combatentes e líderes talibãs em Musa Qala, Afeganistão. Três foguetes atingiram o prédio em 14 segundos.
Em setembro de 2018, as forças de apoio dos EUA coordenaram com as Forças Democráticas da Síria lutando para derrotar o ISIS no leste da Síria na campanha Deir ez-Zor, às vezes atingindo posições do ISIS com foguetes GMLRS 30 vezes por dia. Os sistemas M142 usados nesta operação de apoio estavam localizados nos campos petrolíferos de Omar, cerca de 25 km ao norte dos alvos controlados pelo ISIS.

### Ucrânia

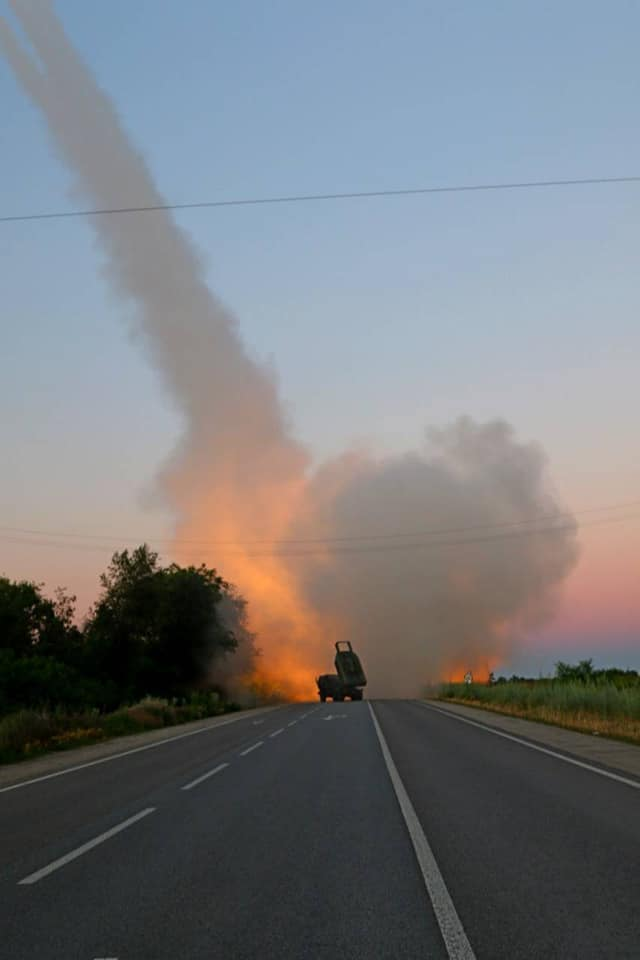
HIMARS ucraniano no Oblast de Zaporíjia em julho de 2022

Em 31 de maio de 2022, os EUA anunciaram que forneceriam lançadores M142 para a Ucrânia com foguetes unitários M31 GMLRS. No dia seguinte, foi informado que quatro unidades seriam enviadas. O subsecretário de Defesa para Políticas, Colin Kahl, disse que os EUA poderiam enviar mais sistemas à medida que os combates evoluíssem. Em 23 de junho, o primeiro HIMARS chegou à Ucrânia, de acordo com o ministro da Defesa ucraniano, Oleksii Reznikov. Em 25 de junho de 2022, a Ucrânia começou a implantar o sistema contra as forças russas durante a invasão russa da Ucrânia em 2022. De acordo com o chefe do Estado-Maior da Ucrânia, Valeriy Zaluzhnyi, "artilheiros das Forças Armadas da Ucrânia atingiram ... alvos militares do inimigo em nosso território ucraniano". Os militares ucranianos alegaram que este primeiro ataque, em uma base russa em Izium, matou mais de 40 soldados. O mesmo sistema de armas matou o coronel russo Andrei Vasilyev, comandante de um regimento de paraquedistas de elite VDV. No dia anterior, um segundo lote foi anunciado para ser entregue em meados de julho.
Em 1 de julho de 2022, um oficial de defesa dos EUA disse a repórteres que a Ucrânia estava usando o sistema para destruir postos de comando russos: "selecionando alvos e depois acertando-os com precisão, degradando a capacidade russa". Em 18 de julho, Zaluzhniy disse: "Um fator importante que contribui para a nossa retenção de linhas e posições defensivas é a chegada oportuna do M142 HIMARS, que realiza ataques cirúrgicos em postos de controle inimigos, munições e depósitos de armazenamento de combustível".
Outros quatro foram anunciados para entrega em 8 de julho de 2022; o processo de semanas para treinar tropas ucranianas sobre como usar a plataforma é um fator limitante, e é por isso que eles são entregues em lotes de quatro por vez. A Ucrânia é impedida pelos EUA de disparar foguetes HIMARS em território russo para evitar a escalada do conflito, mas as forças russas na Ucrânia são alvos legítimos. Um quarto lote de quatro foi anunciado em 20 de julho, elevando o número total de HIMARS cautelados com a Ucrânia para 16. O ministro da Defesa ucraniano, Reznikov, afirma que o país precisa de "pelo menos 100" dos sistemas; a essa altura, apenas 8 haviam destruído 30 estações de comando e instalações de armazenamento de munição, o que diminuiu drasticamente a intensidade dos bombardeios russos e retardou seu avanço.